# Demonax celebensis
Demonax celebensis es una especie de insecto coleóptero de la familia Cerambycidae. Estos longicornios son endémicos de Célebes (Indonesia).
Mide unos 13 mm.